# Romain Larrieu
Romain Larrieur (Mont-de-Marsan, Landas, Francia, 31 de agosto de 1976) es un exfutbolista francés. Jugó de portero y actualmente es el Segundo entrenador del Plymouth Argyle de la Football League One de Inglaterra.

## Clubes
| Club            | País       | Año       |
| --------------- | ---------- | --------- |
| Montpellier HSC | Francia    | 1997-1998 |
| ASOA Valence    | Francia    | 1998-2000 |
| Plymouth Argyle | Inglaterra | 2000-2007 |
| Gillingham FC   | Inglaterra | 2007      |
| Plymouth Argyle | Inglaterra | 2007      |
| Yeovil Town     | Inglaterra | 2007      |
| Plymouth Argyle | Inglaterra | 2007-2012 |

## Palmarés

### Campeonatos nacionales
| Título              | Club            | País       | Año  |
| ------------------- | --------------- | ---------- | ---- |
| Football League Two | Plymouth Argyle | Inglaterra | 2002 |
| Football League One | Plymouth Argyle | Inglaterra | 2004 |